# 湖南省地方税务稽查局
湖南省地方税务稽查局是中华人民共和国湖南省人民政府负责管理湖南省地方税务稽查工作的部门管理机构，现由湖南省地方税务局管理。

## 机构设置
- 综合处
- 审理处（加挂“税务违法案件举报中心”的牌子）
- 稽查一处、稽查二处
- 协查处[1]